# Cardeal da Silva
Cardeal da Silva is een gemeente in de Braziliaanse deelstaat Bahia. De gemeente telt 8.618 inwoners (schatting 2009).

## Aangrenzende gemeenten
De gemeente grenst aan Entre Rios en Esplanada.